# SafeVac 1.0
SafeVac 1.0 ist eine Smartphone-App, die vom Paul-Ehrlich-Institut in Zusammenarbeit mit Materna Information & Communications SE und dem Helmholtz-Zentrum für Infektionsforschung (HZI), Braunschweig, entworfen wurde. Die Software diente zur Erfassung unerwünschter Ereignisse (UE) bzw. Nebenwirkungen bei der saisonalen Grippeschutzimpfung.
Die App wurde von den Teilnehmern gut angenommen.